# Raymond Ackerman

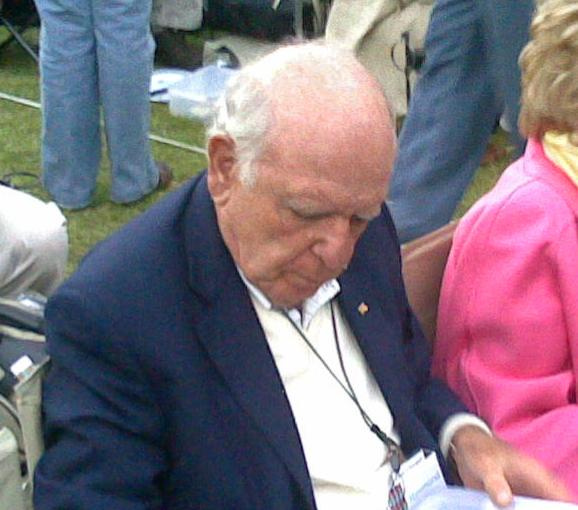
Raymond Ackerman (2008)

Raymond David Ackerman (* 10. März 1931 in Kapstadt; † 6. September 2023 ebenda) war ein südafrikanischer Unternehmer. Er war Gründer und langjähriger Geschäftsführer einer der größten Supermarkt-Ketten des Landes, Pick’n Pay, mit 40.000 Angestellten und einem Jahresumsatz von 29 Mrd. Rand.

## Leben und Arbeit
Raymonds Vater Gustave (1894–1966) war seit 1916 Inhaber einer Einzelhandelskette, die mit seinem Familiennamen firmierte, 1945 aber von dem Wettbewerber Greaterman aufgekauft wurde. Seine Schulausbildung absolvierte der 1931 in Kapstadt geborene Raymond in seiner Heimatstadt am Diocesan College (Bishops). Nach Schule und Bachelor-of-Commerce-Studium an der Universität Kapstadt trat Raymond 1951 auf Anraten seines Vaters bei der Firma ein. Der Name Greaterman zielte von Beginn an darauf ab, größer als die Ackermans zu werden. Zu dieser Zeit bildete sich innerhalb der Firma eine „Generation neuer Führungskräfte“. Kurz darauf stand eine neue Einzelhandelskette Checkers im Gespräch der Greaterman-Strategen, für die Raymond Ackerman als Geschäftsführer vorgesehen war. Unmittelbar nach dem Tod seines Vaters, zu dem die Greaterman-Führung loyal waren, wurde ihm jedoch seine Tätigkeit bei Checkers gekündigt, obwohl er damit sehr erfolgreich gewesen war. Diese Kündigung wurde als eine der größten Unternehmer-Fehlentscheidungen in Südafrika bezeichnet. Er versuchte ein Jahr später selbst sein Glück mit einer eigenen Kette. Zu dieser Zeit hatte er zusammen mit seiner Frau Wendy bereits die Kinder Suzanne, Kathryn, Jonathan und Gareth. Für 620.000 Rand kaufte er im Februar 1967 das Lebensmittelgeschäft Pick n Pay mit vier Standorten von Jack Goldin. Für Raymond war die Übernahme dieser Firma eine Entschädigung für den Verlust des Unternehmens seines Vaters. Der anschließende Erfolg bestätigte seine Idee.
Er selbst würdigt fünf Personen als besonders inspirierend für ihn. Neben seinem langjährigen Mentor und Vater ist dies an erster Stelle sein Universitätsprofessor William Harold Hutt (1899–1988), ein Keynesianer, der dieses Wirtschaftsmodell in der Zeit der Apartheid vehement vertrat. Auf ihn geht der Ausdruck „Konsumentensouveränität“ zurück, die besagt, dass die Verbraucher das Angebot von Waren und Dienstleistungen bestimmen. Entsprechend war Raymond sein Leben lang bestrebt, im Sinne des Verbrauchers zu handeln. Insbesondere günstige Verbraucherpreise lagen ihm am Herzen. Dafür importierte er vorwiegend Güter, die zu keinen Handelsmarken gehörten. Seinen größten Streit mit den südafrikanischen Behörden um den Benzinpreis verlor er jedoch.
Bernardo Trujillo (1919–1971) bezeichnet er als sehr kreativ und besonders ideengebend in der Art, Marketingseminare zu gestalten. Er nennt ihn „Marketing-Papst“. Zu seinen Teilnehmern gehörten Entscheider führender Einzelhändler wie die nordamerikanischen National Cash Registers und McAllen, die französischen Auchan und Carrefour, Marks & Spencer und Sainsburys in Großbritannien sowie Coles Supermarkets in Australien. Raymond Ackerman beschreibt Südafrika in den 1950er und frühen 1960er Jahren als Marketingdiaspora, insbesondere im Lebensmitteleinzelhandel als nicht existent. Eine Offenbarung für ihn war die seit den frühen 1930er Jahren in den Vereinigten Staaten erschienene Zeitschrift The Progressive Grocer. Von Trujillo ist auch die später von Ackerman übernommene Master Lesson des „Vierbeinigen Tisches“ mit den „Beinen“ Verwaltung, Verkauf, Werbung, Soziale Verantwortung und Angestellte, die ein Unternehmen sicher aufstellen.
Der Schweizer Einzelhändler Gottlieb Duttweiler wird von Ackerman als besonders phänomenal, provokativ und kontrovers bezeichnet. Eindrücklich ist für ihn vor allem dessen Engagement, sein Unternehmen Migros mit den Angestellten, den Kunden und der ganzen Gesellschaft philanthropisch zu teilen; ein Grundprinzip, das dieses Einzelhandelsunternehmen noch immer entscheidend prägt. Als besonders konsequent beschreibt Ackerman auch den Erfolg für die Kunden, die Migros durch die Reduktion der Preise von Grundnahrungsmittel erzielte. Diese Ziele konnte er später auch in seinem Unternehmen umsetzen.
Der Theresienstadt- und Auschwitz-Überlebende, der Österreicher Viktor Frankl, zeigte dem in der früheren Apartheidära agierenden Ackerman, wie ein Regime der Unterdrückung sich auf die davon betroffene Gesellschaft auswirkt. 1976, in einer Zeit der extremen Zuspitzung der weißen Machtpolitik in Südafrika, notierte er in sein Tagebuch:

„I am not as gloomy about the prospects as most people are, and I feel quietly confident that we are going to ride the storm.“

Die von Frankl eingeforderte Verantwortung für seine Mitmenschen manifestierte sich bei Ackerman im Glaubenssatz des „vierten Tischbeins“, in ein Streben für die gute und gerechte Behandlung seiner Mitmenschen gerade aus der Erfahrung von Holocaust und Apartheid heraus.
1999 trat Raymond Ackerman von der Geschäftsführung von Pick’n Pay zugunsten von Sean Summers zurück.
Er verstarb am 6. September 2023 in Kapstadt. Forbes listete ihn 2015 in der Liste der reichsten Südafrikaner auf Platz 39. Er gilt als einer der erfolgreichsten Unternehmer in Südafrika und wurde 2004 in der Liste der 100 wichtigsten Südafrikaner geführt.

## Ehrungen
- 1986: Honorary Doctor of Laws, Rhodes-Universität[1]
- 2001: Honorary Doctor of Economic Science, Universität Kapstadt[1]
- 2009: Honorary Doctorate - Commerce, Universität von KwaZulu-Natal[1]
- 2014: Order of the Baobab in Silber für Verdienste in der Gesellschaft und an den Konsumenten[10][3]